# Acrachne
Acrachne és un gènere de plantes de la subfamília de les cloridòidies, família de les poàcies, ordre de les poals, subclasse de les commelínides, classe de les liliòpsides, divisió dels magnoliofitins.

## Taxonomia
- Acrachne eleusinoides Wight i Arn. ex Steudel
- Acrachne henrardiana (Bor) S.M.Phillips
- Acrachne perrieri (A.Camus) S.M.Phillips
- Acrachne racemosa (B.Heyne ex Roem. i Schult) Ohwi
- Acrachne sundararajii Umamaheswri, Muthukumar i P. Daniel
- Acrachne vatovae Chiov.
- Acrachne verticillata (Roxb.) Wight et Arn. ex Chiov.